# Église Saint-Eustache de Saint-Eustache-la-Forêt
L'église Saint-Eustache est une église catholique située dans la commune de Saint-Eustache-la-Forêt, en France.

## Localisation
L'église est située à Saint-Eustache-la-Forêt, commune du département français de la Seine-Maritime.

## Historique
L'édifice est daté du XIIIe siècle.
L'édifice est inscrit au titre des monuments historiques depuis le 19 juillet 1926.

## Description
L'église est en pierre blanche et silex noir.
L'édifice possède un clocher élancé et des contreforts.